# 張朗
张朗（870年—943年），唐朝末年至五代十国后梁、后唐、后晋官员，徐州萧县人。
父亲张楚，赠工部尚书。张朗十八岁时，善射，膂力过人，乡里对他又敬又怕。朱温听闻其名，让他补任萧县镇使。张朗充任吾县都游奕使时二十三岁。一年后，补任宣武军内衙都将，历任洛州步军、曹州开武、汴州十内衙、郓州都指挥使。后梁末年，跟随招讨使段凝攻克卫州，于是授任卫州刺史。在后梁为将三年，参与多次征讨。后唐同光三年（925年），跟随魏王李繼岌伐前蜀，为先锋桥道使。唐明宗朝，历任兴州刺史、忠州刺史、登州刺史。清泰初年，因契丹犯边，补任西北面行营步军都指挥使，跟随石敬瑭屯军代北，兼代州刺史，又改任行营诸军马步都虞候。石敬瑭在太原起兵，遣使招谕张朗，张朗说：“为人臣有二心可以吗。”于是斩杀其使。石敬瑭入洛阳，张朗才朝觐归顺，授贝州防御使，在任几年。天福五年（940年），担任左羽林统军，天福六年（941年），授光禄大夫、检校太傅、庆州刺史。在任二年去世，年七十四岁。